# Тесудзі

Хід чорних 1 — тесудзі (варікомі), білі не можуть одночасно захистити «A» і «B»

Тесудзі (яп. 手筋, てすじ) — найвдаліший у локальній позиції хід у го, який дозволяє ефективно використати свої камені.
Хоча у певному місці дошки тесудзі — найкращий хід, але він локальний, і, з огляду на долю всієї партії, може бути не вирішальним, або навіть дрібним.
Тесудзі можуть допомогти у досягненні різних цілей і бути виконані різними ходами.
Протилежністю тесудзі є дзокусудзі.